# Vitex cymosa
Vitex cymosa là một loài thực vật có hoa trong họ Hoa môi. Loài này được Bertero ex Spreng. miêu tả khoa học đầu tiên năm 1825.